# Bădeni, Argeș
Bădeni este un sat în comuna Stoenești din județul Argeș, Muntenia, România. Satul are cca 800 de locuitori și este situat pe valea Dâmboviței, la 15 km de municipiul Câmpulung Muscel, în drum spre Târgoviște (pe DN 72A). Este cel mai mare dintre cele șapte sate care constituie comuna.